# امهرست (اوهایو)
امهرست(به انگلیسی: Amherst) شهری در ایالت اوهایو کشور ایالات متحده آمریکا است که جمعیت آن در سرشماری سال ۲۰۱۰ میلادی، ۱۲٬۰۲۱ نفر بوده‌است.